# 가 사무엘슨
가 사무엘슨(Gar Samuelson, 1958년 2월 18일 ~ 1999년 7월 22일)은 드러머로, 1984년부터 1987년까지 메가데스의 일원이었다.